# آگوستن‌بری، مالمو
آگوستن‌بری (به سوئدی: Augustenborg) یک منطقهٔ مسکونی در سوئد است که در Malmö Municipality واقع شده‌است. آگوستن‌بری ۳٬۴۷۰ نفر جمعیت دارد.